# Tim Möller
Tim Möller (* 19. März 1999 in Osnabrück) ist ein deutscher Fußballspieler auf der Position eines Mittelfeldspielers.

## Karriere
Tim Möller begann seine Laufbahn als Fußballspieler bei der TSG Burg Gretesch und wechselte 2010 in den Nachwuchsbereich des VfL Osnabrück. 2012/13 noch in der C-Junioren-Landesliga aktiv, stieg Möller mit der Mannschaft am Saisonende in die C-Junioren-Regionalliga auf und spielte in dieser in der darauffolgenden Spielzeit 2013/14. In der Saison 2014/15 stieg er zur zweiten U-16-Mannschaft mit Spielbetrieb in der B-Junioren-Niedersachsenliga auf und brachte es auf 21 Meisterschaftseinsätze sowie einen Treffer. Des Weiteren stand er kurzzeitig auch im Aufgebot der U-16-Mannschaft in der B-Junioren-Regionalliga und stieg mit dieser in die B-Junioren-Bundesliga auf. 2015/16 war er ein fixer Bestandteil der Osnabrücker Mannschaft in der Staffel Nordost der B-Junioren-Bundesliga und absolvierte 21 der 26 möglich gewesenen Ligapartien, wobei er fünf Tore beisteuerte. Als 14. und damit Letzter im Endklassement stieg der VfL Osnabrück nach nur einem Jahr in der höchsten B-Junioren-Liga des Landes wieder in die Regionalliga ab.
Die Saison 2016/17 verbrachte Möller daraufhin im Kader der A-Junioren, die eben erst aus der A-Junioren-Regionalliga aufgestiegen waren. Als Stammspieler unter Trainer Daniel Thioune kam Möller in allen 26 Meisterschaftsspielen seiner Mannschaft zum Einsatz, erzielte vier Tore und beendete die Spielzeit mit der Mannschaft auf dem fünften Platz im Endklassement. Durch seine konstanten Einsätze in der A-Junioren-Bundesliga empfahl sich Möller, der in Osnabrück das Schulzentrum Sonnenhügel, eine Eliteschule des Fußballs, besuchte, für die Profimannschaft, die zu diesem Zeitpunkt in der deutschen 3. Liga vertreten war. Nach einer Reihe von Testspieleinsätzen in der Vorbereitung auf die Saison 2017/18 kam Möller daraufhin dennoch vorwiegend in der A-Junioren-Bundesliga zum Einsatz und kam dabei bei zwölf Meisterschaftseinsätzen auf sechs Tore. Des Weiteren wurde er in der Osnabrücker Hallenfußball-Stadtmeisterschaft, dem nach Adolf Vetter benannten Addi-Vetter-Cup, eingesetzt.
Möller debütierte am 12. Mai 2018 im letzten Saisonspiel gegen die SpVgg Unterhaching, als er von Daniel Thioune, dem nunmehrigen Trainer der Profimannschaft, in der 57. Spielminute für Routinier Tim Danneberg auf den Rasen geschickt wurde. Im Endklassement belegte der VfL Osnabrück lediglich den 17. Tabellenplatz und schaffte dabei nur knapp den Klassenerhalt. Bereits im Sommer 2017 unterschrieb Möller seinen ersten und vorerst auf ein Jahr befristeten Vertrag mit dem VfL Osnabrück, der nach Saisonende per Option um ein weiteres Jahr verlängert wurde.
Nach dem Aufstieg in die 2. Bundesliga wurde der Kontrakt im Frühjahr 2019 um zwei Jahre bis Juni 2021 verlängert und ein einjähriger Leihkontrakt mit den in die Regionalliga West abgestiegenen Sportfreunden Lotte geschlossen. Bei Lotte kam Möller in der Regionalliga regelmäßig zum Einsatz; im März wurde die Saison jedoch pandemiebedingt abgebrochen. Nach einjähriger Leihe kehrte er wieder nach Osnabrück zurück. Sein Zweitligadebüt gab er am 26. Januar 2021 bei der 0:1-Heimniederlage gegen die SpVgg Greuther Fürth, als er in der 53. Spielminute für Kevin Wolze eingewechselt wurde. Im Januar 2022 wechselte Möller zum Regionalligisten SV Lippstadt 08.

## Erfolge
VfL Osnabrück
- Meister der 3. Liga und Aufstieg in die 2. Bundesliga: 2019